# رنج جانور وحشی

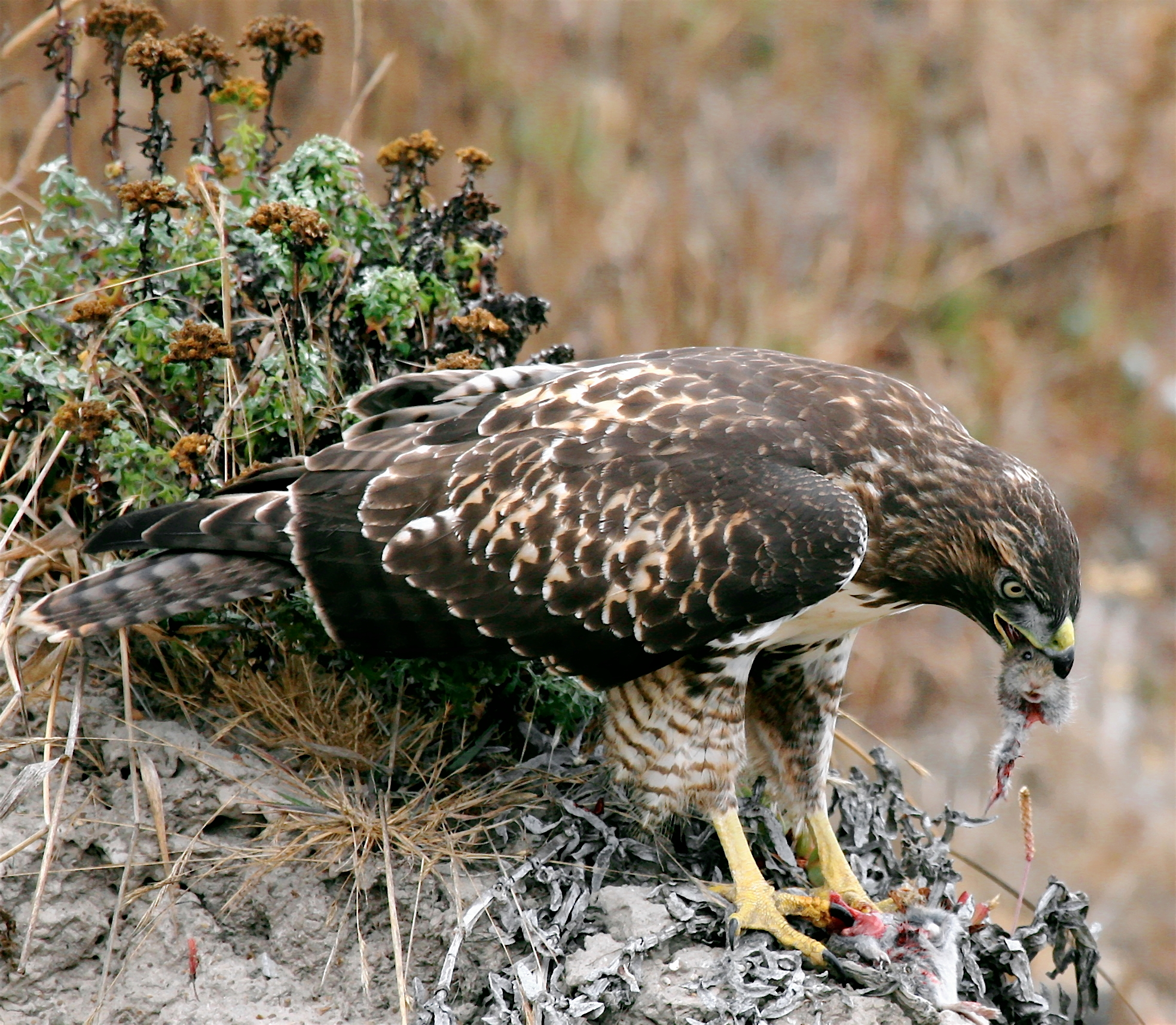
یک باز دم‌سرخ جوان در حال خوردن یک ول کالیفرنیا

رنج جانور وحشی (به انگلیسی: Wild animal suffering) رنجی است که توسط جانوران غیرانسانی که خارج از کنترل مستقیم انسان زندگی می‌کنند، به دلیل آسیب‌هایی مانند بیماری، آسیب، انگل، گرسنگی و سوء تغذیه، کم‌آبی، شرایط آب‌وهوایی، بلایای طبیعی و کشتار توسط جانوران دیگر، و همچنین استرس روانی تجربه می‌شود. برخی برآوردها نشان می‌دهد که این جانوران منفرد، بیشتر جانداران موجود در طبیعت زندگی را تشکیل می‌دهند. حجم گسترده‌ای از رنج طبیعی که به عنوان پیامد ناگزیر از فرگشت داروینی و فراگیر شدن راهبردهای تولیدمثلی است که به نفع تولید تعداد زیادی فرزندان، با میزان کم مراقبت والدین است و تنها تعداد کمی از آنها تا بزرگسالی زنده می‌مانند و بقیه به روش‌های دردناک می‌میرند، توصیف شده‌است. این موضوع، برخی را به این استدلال کشانده است که در طبیعت رنج بر شادی چیره است.